# 汉斯约尔格·耶克勒
汉斯约尔格·耶克勒（德語：Hansjörg Jäkle，1971年10月19日—），德国男子跳台滑雪运动员。他曾代表德国参加1994年和1998年冬季奥林匹克运动会跳台滑雪比赛，获得一枚金牌和一枚银牌。